# Louis de Gorrevod
Louis de Gorrevod (Bourg-en-Bresse, 1499 - Saint-Jean de Maurienne, 22 de abril de 1535) foi um cardeal do século XVII.

## Biografia
Nasceu em Piemonte em 1473. De um ramo colateral dos condes de Pont-de-Vaux, Bresse, que tomou o nome de um castelo ao sul da cidade. Segundo filho de Jean de Gorrevod e Jeanne de Loriol-Challes. Seu sobrenome também está listado como Gorrevod de Challant. Parente do quase Pseudocardeal Luís I de Gorrevod (1394).
Apostólico protonotário. Esmoler do duque de Sabóia. Cânon do capítulo da catedral de Genebra, 27 de janeiro de 1499.
Eleito bispo de Saint-Jean de Maurienne, 9 de agosto de 1499. Consagrado (nenhuma informação encontrada). Abade comendador da abadia beneditina de Saint-Pierre de Bessua, diocese de Langres. Continuou residindo em Genebra. Em 1501, ele abençoou o casamento do duque Filiberto de Sabóia e Margarida da Áustria em Romainmôtier. Abade comandante de Ambronay. Entre 1507 e 1509, substituiu ocasionalmente o bispo auxiliar de Genebra, François Brunaud. Embaixador de Sabóia no V Concílio de Latrão, realizado de 1512-1517; ele apoiou fortemente os direitos do papa. Em 1515, foi erigida a diocese de Bourg-en-Bress e o Bispo de Gorrevod foi eleito seu primeiro ordinário. Fez uma entrada solene na cidade no final do ano, prometendo estabelecer residência em Bourg. Mas, em 1516, a diocese de Bourg foi suprimida. No entanto, o Bispo de Gorrevod obteve do Papa Leão X a autorização para destinar os fundos das indulgências recolhidos a Bourg para custear a construção da igreja de Nossa Senhora. E contribuiu, com seu irmão Laurent, para a construção de uma abóbada na igreja. Em 1521, o Papa Leão X restaurou a diocese e o Bispo de Gorrevod tornou-se novamente ordinário. Em maio de 1531, o cardeal-legado de Gorrevod aceitou a recepção triunfal de Bourg e celebrou uma missa solene na praça do mercado, com a participação de uma grande multidão. Porém no final daquele ano foi decidida a supressão da diocese e apesar da resistência dos Bressans foi oficializado por uma bula do Papa Paulo III em 1534. O cardeal de Gorrevod teve que renunciar à sé de Bressan. Príncipe do Sacro Império Romano.
Criado cardeal sacerdote no consistório de 9 de março de 1530; recebeu o chapéu vermelho e o título de S. Cesareo in Palatio, 16 de maio de 1530. Nomeado legado papal em todos os estados de Sabóia, 5 de dezembro de 1530. Renunciou ao governo da sé em favor de seu sobrinho Jean-Philibert de Challes em 10 de abril de 1532. Não participou do conclave de 1534, que elegeu o Papa Paulo III.
Morreu em Saint-Jean de Maurienne em 22 de abril de 1535. Sepultado na capela que construiu na catedral de Saint-Jean de Maurienne.